# 1153
1153 (MCLIII) je bilo navadno leto, ki se je po julijanskem koledarju začelo na četrtek.

## Dogodki

### Evropa

#### Anarhija (1135-1153)
- Medtem ko je mladi anžujski grof (in normandijski vojvoda) Henrik na bojnem polju taktično nadvladal francoskega kralja Ludvika VII., je angleški kralj Štefan na polno oblegal Henrikovo utrdbo Walingford ob Temzi. ↓
- → Henrik Anžujski je z majhno skupino najemnikov prešel Kanalski preliv, kjer se je njegovi vojski pridružila 4. grof Chester, Ranulf de Gernon, ki se mu je Štefan zameril, ko je pred osemnajstimi leti predal del njegovih posesti Škotom. ↓
- → Malo pred odločujočim spopadom je na nejevoljo obeh in zaradi naveličanosti vseh podložnikov po odprtem spopadu duhovščina začela z diplomatskimi pogajanji med obema stranema, da bi konflikt privedli do razumne rešitve. ↓
- 6. november → Z Walingfordskim sporazumom, sklenjenim med angleškim kraljem Štefanom in cesarico-vdovo Matildo, se konča skoraj petnajst letno obdobje državljanske vojne imenovane "Anarhija". Dogovor določa, da kraljevino Anglijo skupaj s pripadajočimi ozemlji podeduje Matildin sin Henrik Anžujski. ↓
  - → Henriku Anžujskemu je zelo ustrezalo, da je malo po začetku pogajanj umrl sin kralja Štefana, kronski princ, boulognjski grof Evstacij IV.. Koliko je Evstacijeva smrt povezana z Božjo kaznijo, ker je oplenil neko cerkev, ni znano.
  - → V grofiji Boulogne Evstacija IV. nasledi Štefanov drugi sin Vilijem I., ki v Angliji dobi še grofijo Surrey.

#### Ostalo po Evropi
- 24. maj - Umrlega škotskega kralja Davida I. nasledi dvanajst letni vnuk Malcolm IV., ki je dobil za kralja nekoliko nehvaležen nadimek "Malcolm Devičnik".
- 29. junij - Umorjenega kralja otoka Man in Hebridov Olafa Godredsson nasledi Godred II.
- 8. julij - Papež Evgen III. umre v izgnanstvu v Tivoliju. Nasledi ga papež Anastazij IV., 168. papež po seznamu.[1] Novi papež je po starosti že krepko v letih (81 let). 1154 ↔
- Francoski kralj Ludvik VII. Francoski podeli mestu Compiègne status komune.
- Bloiški grof Teobald V. napade grofijo Touraine, ki je že več kot stoletje v posesti anžujskih Plantagenetov, oziroma trenutno v lasti angleškega kralja Henrika II. Pri vdoru zajame kraljevega mlajšega brata Godfreja Anžujskega, vendar ga izpusti.
- Genova odproda Tortoso barcelonskemu grofu Rajmondu Berengarju IV.. V mestu, ki ga je genovska mornarica osvojila skupaj z grofijo Barcelono, je namreč trgovina z zaledjem premajhna za genovske apetite.
- Nemški kralj Friderik Barbarossa ustanovi ob kvarnerski Istrski marki in vzdolž Dalmacije Vojvodino Meranijo, čeprav je bilo to ozemlje v interesnem območju Benečanov, Madžarov in Bizantincev.
- Bizantinski cesar Manuel I. Komnen zaradi udeležbe v zaroti aretira in vrže v zapor Andronika Komnena, kjer ta, kljub poskusom pobega, vztraja naslednjih dvanajst let.

### Azija
- 19. avgust - Kralj Baldvin III., ki je prejšnje leto vzpostavil nadzor nad Jeruzalemsko kraljevino, opogumljen napade in po petih mesecih obleganja osvoji dolgo nezavzetno fatimidsko trdnjavo Askalon, kar odpre pot v Egipt.
  - V zaključnih bojih je med obleganjem Askalona ubit veliki mojster templarjev Bernard de Tremelay skupaj s še štiridesetimi njegovimi vitezi, ki so prehitro vdrli v trdnjavo. Kot peti veliki mojster ga zamenja André de Montbard.
  - Ko je zavzet Askalon, damaščanski emir Mudžir ad-Din prepove alepskemu in mosulskemu atabegu Nur ad-Dinu, ki se hoče spoprijeti s križarji, pot preko svojega ozemlja. Skupaj s tributom, ki ga je Mudžir ad-Din prisiljen plačati križarjem, je ta ukrep silno nepriljubljen med prebivalci Damaska. 1154 ↔
- Skrivoma se poročita antioška kneginja-vdova Konstanca in njen izvoljenec Rajnald Chatillonski, baron in ambiciozen najemnik v njeni službi. Niti Baldvin III., niti antioški latinski patriarh Aimerik ne priznata te poroke, kar pa seveda ne izpodbija njene veljavnosti.
- Turško ljudstvo Oguzov porazi in ujame khorasanskega sultana Ahmeda Sandžarja.
- Na Maldivih islam izpodrine budizem.
- Šri Lanka: umrlega kralja šrilanškega kraljestva Polonnaruwa Gadžabahuja II. nasledi Parakramabahu Veliki, ki uspešno zavaruje svoj položaj in uveljavi oblast na celotnem otoku.
- Japonska, vzpon šogunata: po smrti voditalja klana Taira Tadomorija postane novi poglavar Kijomori.
- Dinastija Jin preseli prestolnico iz Harbina v Peking.

### Afrika
- Italonormani iz Kraljevine Afrike (Regno di  Africa) zatrejo upor na otoku Džerba in zasedejo še manjši otok Kerakeno, prav tako v zalivu Gabes.
- Almohadski kalif Abd al-Mumin  porazi saharsko nomadsko ljudstvo Banu Hilal in ga vključi v svojo vojsko.

## Rojstva
- 17. avgust - Vilijem IX., grof Potiersa († 1156)
- Aleksej III. Angel, bizantinski cesar († 1211)
- Cathal O'Connor, irski kralj Connachta († 1224)
- Marco Sanudo, beneški križar, vojvoda Naxosa († 1227)
- Pietro Ziani, 42. beneški dož († 1230)
- Sibila Sicilska, sicilska kraljica, regentinja († 1205)
- Tomei Kamo, japonski pesnik († 1216)

## Smrti
- 10. februar - Taira Tadamori, poglavar klana Taira, guverner (* 1096)
- 24. maj - David I., škotski kralj (* 1084)
- 29. junij - Olaf Godredsson, kralj otoka Man in Hebridov
- 8. julij - papež Evgenij III.
- 16. avgust - Bernard de Tremelay, 4. veliki mojster templarjev
- 17. avgust - Evstacij IV., boulognjski grof, sin angleškega kralja Štefana (* 1130)
- 20. avgust - Bernard iz Clairvauxa, francoski cistercijanski menih, teolog, mistik in agitator (* 1090)
- Al-Šahrastani, perzijski religiolog in filozof (* 1086)
- Gadžabahu II., šrilanški kralj
- Gampopa, tibetanski budistični menih, ustanovitelj kagyu šole (* 1079)
- Petronila Akvitanska, grofica Vermandoisa (* 1125)
- Ranulf de Gernon, angleški plemič, 4. grof Chester (* 1099)